# Porzucona Generacja
Porzucona Generacja – składanka prezentująca zespoły z Łodzi i jej okolic, wydana w 1998 roku przez firmę Pop Noise.

## Lista wykonawców i utworów
1. Brak – Na Bliskim Wschodzie
2. Brak – Przekłute powietrze
3. Brak – Teatr
4. Brak – Złoto
5. Brak – Pokolenie
6. Brak – Do wzięcia
7. Kontrola W. – Manekiny
8. Kontrola W. – Bossa Nova
9. Kontrola W. – Ciągle w ruchu
10. Kontrola W. – Centrum przemysłu
11. Kontrola W. – Radioaktywne
12. Kontrola W. – To będzie koniec
13. Moskwa – Co dzień
14. Moskwa – Samobójstwa
15. Moskwa – Stań i walcz
16. Moskwa – Decyduj sam
17. Moskwa – Daleki dom '93
18. The Corpse – Walcz
19. The Corpse – Wasz świat
20. The Corpse – Twoja twarz

- Utwory: 1-4 nagrano w P.R. Opole w 1982 r.
- Utwór: 6 pochodzi z „Rockowiska '82
- Utwory: 7-12 zrealizowano w Radiu Łódź w 1982 r.
- Utwory: 13-16 zrealizowano w Radiu Łódź w 1984 r.
- Utwór: 17 zrealizowano w Radiu Łódź w 1993 r.